# Tenararo
Tenararo es el atolón más pequeño del grupo Acteón, en la región sudeste de las islas Tuamotu, en la Polinesia Francesa. Administrativamente, forma parte de las islas Gambier.

## Geografía
La isla más cercana a Tenararo es Vahanga, a 6 km en dirección este. El atolón, se encuentra a 2204 kilómetros al sureste de Tahití, y a 115 km de las islas Gambier. El área total de la superficie terrestre es de 2 km² y la laguna tiene 1,6 km².
El atolón está deshabitado.

## Historia
La primera mención del atolón por parte de los europeos, fue hecha por el navegante portugués Pedro Fernández de Quirós, el 5 de febrero de 1606. Quirós bautizó al grupo con el nombre de Las Cuatro Coronadas por las palmas de coco encontradas en la isla. Se considera, sin embargo, que la documentación de Quirós es deficiente.  La primera aproximación claramente documentada a la isla fue hecha en 1833 por el navegante Thomas Ebrill, capitán del buque mercante Amphitrite. Fueron visitadas nuevamente, en 1837, por Edward Russell, comandante del HMS Acteón (1831), que proporcionó la denominación actual del archipiélago.
En el siglo XIX, Tenararo se convierte en un territorio francés. En 1850 el atolón estaba poblado por 20 habitantes aborígenes.
En 1983 el atolón sufre grandes daños a consecuencia de un ciclón.